# Xu Dongxiang
Pour les articles homonymes, voir Xu.
Dans ce nom chinois, le nom de famille, Xu, précède le nom personnel.
Xu Dongxiang, née le 15 janvier 1983 à Shaoxing, est une rameuse chinoise.

## Biographie
Xu Dongxiang, après avoir été cinquième de deux de couple poids légers aux Jeux olympiques d'été de 2004 à Athènes, remporte aux Championnats du monde d'aviron 2006 la médaille d'or en deux de couple poids légers avec Yan Shimin. Elle dispute les Jeux olympiques de 2008 à Pékin et se classe à nouveau cinquième.
Aux Jeux olympiques de 2012 à Londres, elle termine deuxième de l'épreuve de deux de couple avec Huang Wenyi.